# Xcalibur
Pour les articles homonymes, voir Excalibur (homonymie).
Xcalibur est une série télévisée d'animation 3D en images de synthèse franco-canadienne en 40 épisodes de 22 minutes, créée par Didier Pourcel, Amélie Aubert, Benjamin Legrand et Philippe Druillet à partir de la légende d'Excalibur et diffusée du 1er septembre 2001 au 1er avril 2002 sur YTV et à partir du 6 février 2002 sur Canal+ et rediffusée en 2003 et 2006 sur France 2.

## Synopsis
La princesse Djana, pour libérer son père, le prince Erwan, d’un maléfice lancé par le démon Kwodahn, va s’emparer de l’épée de justice Xcalibur. Cette épée avait été cachée sur l’ordre du feu roi Edwyn par Erwan lui-même. Mais pour parvenir à ses fins, Djana va devoir affronter les obstacles que Bragan, frère d’Edwyn, mettra sur son chemin car ce dernier veut monter sur le trône et prendre la place de son très jeune neveu Archus, fils d’Edwyn, et ce avec l’aide du démon Kwodahn.
Dans ses aventures, la princesse Djana sera accompagnée de ses fidèles alliés, le petit dragon Wip, l’apprenti shogi Herik et la barbare du nom de Tara.

## Personnages
Djana : C'est la fille du prince Erwan, pétrifié par Kwodahn. Afin de sauver son père , le royaume et vaincre le démon elle prend Xcalibur, dont les pouvoirs lui seront d'une grande aide.
Érik : C'est un apprenti shogi. Il doit fuir en catastrophe du monastère où il accomplissait sa formation lorsque ce dernier est envahi par Kwodahn. Il emporte dans sa fuite le Livre de Vie, un grimoire magique capable de produire des hologrammes bleu et qui contient de nombreuses informations sur l'épée, le monde et les Shogis. Il ne maîtrise qu'en partie les techniques de maîtrise des éléments et de combat, mais reste un adversaire coriace dans un combat à main nue.
Tara : fait partie du peuple de la mer est la coéquipière de Djana et Erik. Sa monture ressemble à un zèbre.
Kwodahn : C'est un démon dont le but est de s'emparer du royaume. Pour cela il doit posséder Xcalibur ou la mettre hors de portée de quiconque car c'est la seule chose capable de s'opposer à ses pouvoirs. Kwodahn possède de puissantes capacités magiques. Il est capable de se téléporte à volonté, de pétrifier hommes et animaux, peut prendre le contrôle de n'importe qui et tuer d'un simple geste. Il est également capable de créer des monstres qui lui obéissent, notamment des morts-vivants (même s'il a besoin d'une importante source d'énergie pour maintenir le sort), des cavaliers-squelettes, des oiseaux (pouvant servir d'espions ou transporter des sphères explosives), des "griffus", créatures ressemblant à des Gobelins et pouvant transformer ceux qu'ils tuent en eux-mêmes, et peut transmettre certains pouvoirs à des humains, comme celui de se dédoubler, de lancer des boules d'énergies ou de contrôler un homme comme une marionnette. La seule faiblesse du démon est Xcalibur. L'épée offre à quiconque la brandi une protection absolue contre lui. Elle se déplace d'elle-même pour parer les coups. La seule exception est quand le porteur brandit Xcalibur dans le château volant de Kwodahn. Dans ce cas - ce qui ne se produit que dans le dernier épisode - il est impossible de garder longtemps l'épée brandie et donc de se défendre, étant au cœur du  domaine du démon.
Le Grand Mage : On sait peu de choses sur ce personnage. Aucune indication n'est donnée quant à son nom véritable, ou ses parents. On sait juste qu'il dirige l'ordre des Shogis. Il possède de puissants pouvoirs magiques, qui lui permettent par exemple de tuer plusieurs Griffus, et de détruire Kwodahn dans le dernier épisode. Ce dernier semble au courant de cette capacité, puisque le premier ordre qu'il donne à Bragan après le meurtre du roi est de le tuer, ainsi que tous les Shogis. Il peut aussi, une fois mort, transférer son esprit dans des objets, puis s'en servir pour communiquer ou jeter des sorts.

## Épisodes
1. L'épée de justice
2. La barbare
3. Le cœur de la bête
4. La requête du juste
5. Un charmant prince
6. L'échiquier maléfique
7. Le destin des Shogis
8. La cité errante
9. L'épée brisée
10. L'épreuve du sang
11. Le palais endormi
12. Seconde chance
13. Le choix
14. Nadja
15. J'ai confiance en toi
16. Le 7e cristal
17. L'expérience interdite
18. Le tribut du passé
19. La forêt enchantée
20. Le baiser
21. Le mal étrange
22. Le souffle du dragon
23. Terre promise
24. La forteresse des glaces
25. Les secrets des Sylphées
26. Le retour
27. La nuit des deux lunes
28. Les yeux d'or
29. Le tournoi
30. Présumé coupable
31. Le monastère invisible
32. Initiation
33. Héritage
34. Le Shogi des glaces
35. Mémoire vive
36. Un jour
37. L'amour et le devoir
38. Au service du roi
39. Le pardon
40. Le grand combat

## Voix françaises
- Noémie Orphelin : Djana
- Adrien Antoine : Herik
- Laura Préjean : Tara
- Éric Missoffe : Wip
- Nicolas Marié : Kwodahn
- Marina Moncorde : Walka
- Dov Milsztajn : Archus
- Pierre Dourlens : Bragan
- Pascal Renwick : Wolf
- David Krüger : Morgan, Silkar
- Céline Mauge : Erine, Fédora

- Version originale
  - Studio d'enregistrement : L'Européenne du doublage
  - Direction artistique : Marie-Laure Beneston
  - Adaptation française : Olivier Jankovic